# Рачковский, Адам

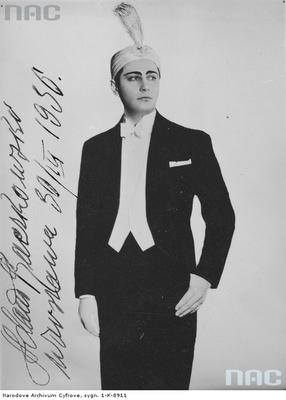
Адам Рачковский в одной из ролей. 1936 г.

Адам Рачковский (пол. Adam Raczkowski) (1898—1977) — польский актёр и певец. Тенор.
Дебютировал в 1928 году на сцене варшавского Большого театра (пол. Teatr Wielki) партией Янка в комической опере «Проданная невеста» Бедржиха Сметаны.
В 1929—1931 годах — солист оперного театра в Познани. Затем выступал на сцене театра музыкальной комедии.
В 1933—1935 годах исполнил ряд больших оперных партий в Большом театре Познани, в том числе, Альмавива в «Севильском цирюльнике» Россини.
В 1935—1936 годах выступал в столичных Большом театре и Театре «Большая Оперетта» (пол. Teatr Wielka Operetka).
В 1937 году вернулся в Познань и с успехом исполнял тенорные партии («Harnas» К. Шимановского, «Паяцы» Леонкавалло).
После второй мировой войны выступал с эстрадными концертами на Побережье, где организовал музыкальный театр. В Гданьске в 1949 году осуществил собственную постановку оперы «Краковяки и гурали» (Krakowiaki i górali) Яна Стефани.
В 1951—1953 годах занимался педагогической деятельностью в Познани.
В 1956—1973 годах пел в познанской оперетте (Князь Популеску в оперетте «Марица» Имре Кальмана).